# Agence Fides
L'Agence Fides est l'organe d'information des Œuvres pontificales missionnaires du Vatican et tient son siège au palais di Propaganda Fide, au Vatican. Elle fait partie de la Congrégation pour l'évangélisation des peuples. Elle est née en 1927 comme première agence missionnaire de l'Église et elle fait partie des premières agences de presse du monde, au service de l'information et de l'animation missionnaire. Elle fut fondée sur proposition du Conseil supérieur général de l'Œuvre pontifical de la propagation de la foi qui désirait faire connaître les missions à travers la presse, favoriser l'animation missionnaire, susciter la coopération à l'œuvre missionnaire de l'Église catholique par la promotion de la vocation et les aides spirituelles et matérielles.

## Histoire
Le projet de l'agence Fides fut béni par le pape Pie XI. Il exista d'abord des éditions en langue anglaise, française et polonaise (pour une courte période) puis en langue italienne (1929), espagnole (1930) et allemande (1932) et, plus récemment, des éditions en langue chinoise (1998), portugaise (2002) et arabe (2008).
Les centaines de volumes qui recueillent les missions dans les diverses langues constituent un véritable patrimoine d'information sur  l'évangélisation missionnaire de l'Église au XXe siècle : une des périodes décisives pour le développement des jeunes Églises, avec la rapide évolution des structures territoriales, la préparation du clergé local et l’érection de la hiérarchie indigène.
Le premier directeur de l'agence Fides fut le père John Considine, des Missionnaires de Maryknoll (MM). Lors des dernières années se sont succédé à la direction de l'agence : Mgr Jesus Irigoyen (du diocèse de Pampelune, en Espagne) ; don Antonio Ugenti, de la Société de saint Paul ; le docteur Angelo Scelzo ; le père Bernardo Cervellera, de l'Institut pontifical pour les missions étrangères ; le professeur Luca de Mata.

## Archive photographique
L'archive photographique de l'agence Fides comprend environ 10 000 photographies qui documentent l'histoire des missions catholiques des années 1930 aux années 1990. Elles sont en grande partie numérisées et consultables sur le portail de l'agence.